# Charri

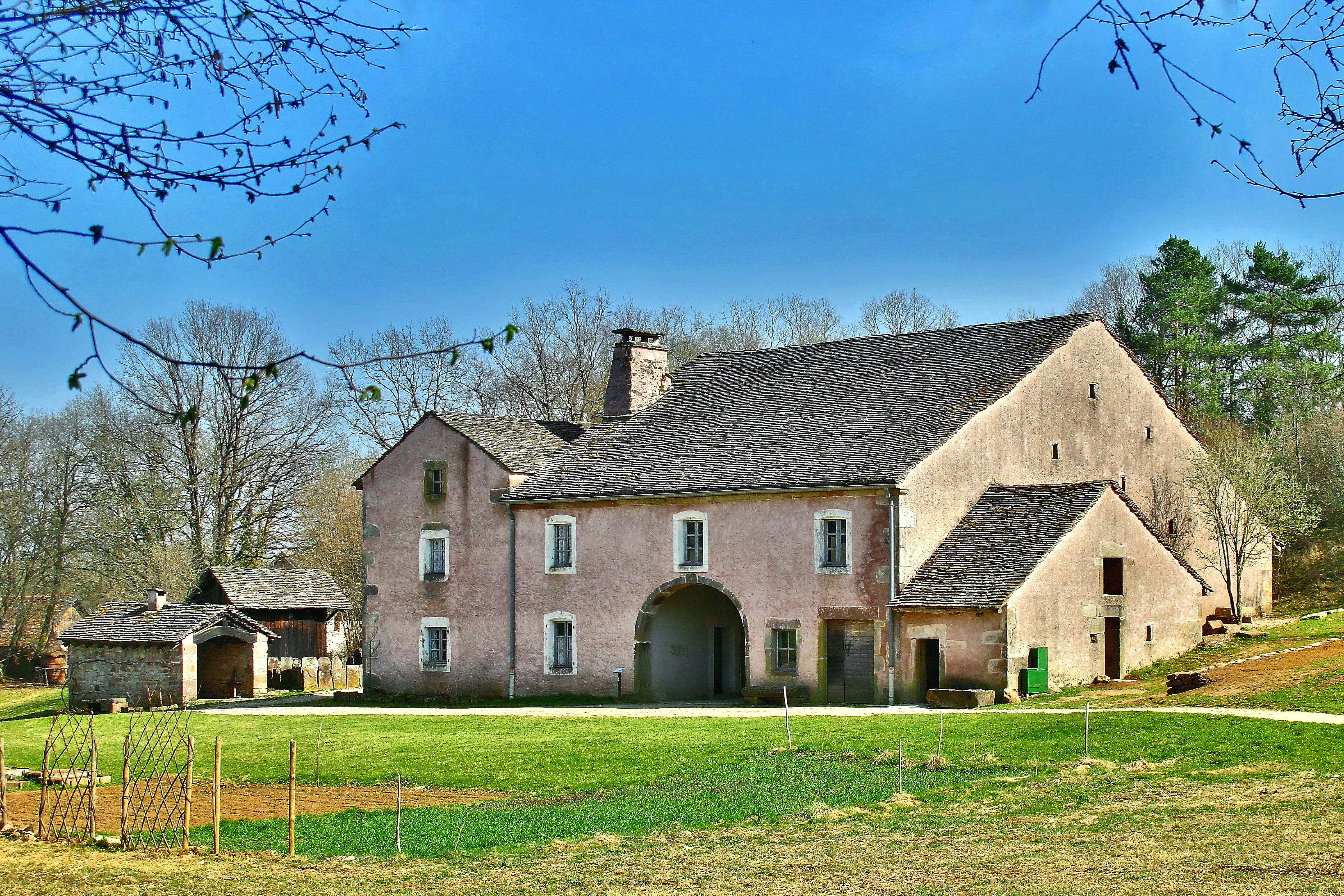
Ferme des Vosges-Saônoises avec charri.

Le charri est un élément architectural typique des fermes traditionnelles des Vosges saônoises et des Hautes-Vosges lorraines. Il s'agit principalement d'une avant-grange intégrée au bâti principal où les exploitants peuvent vaquer à de nombreuses occupations. L'autre avantage est qu'il protège du vent et de la pluie pendant la mauvaise saison. Suivant les secteurs, le charri peut être en effet fermé par une porte et fournir une pièce de travail à l'abri du froid hivernal.

## Architecture

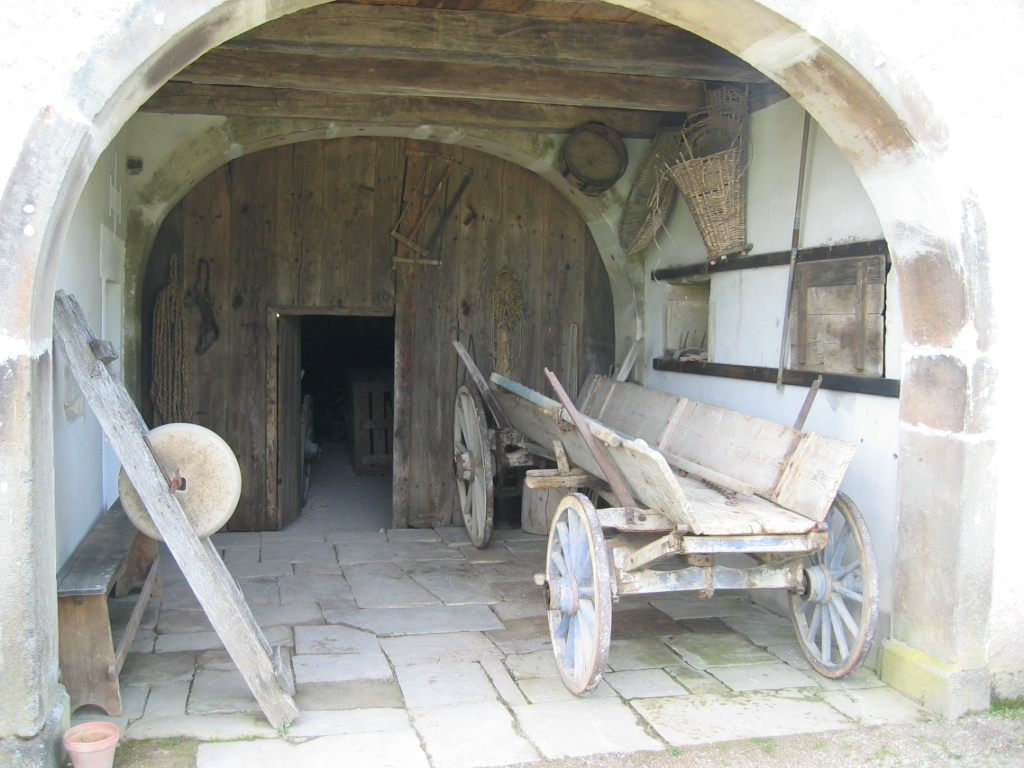
Gros plan sur un charri.

Les anciennes fermes des Vosges saônoises (région sous-vosgienne située au nord de la Haute-Saône) sont composées d'un logement et d'une étable, séparées par une grange centrale. Le charri est le porche placé en avant de cette grange.
Il se caractérise par une clé de voûte souvent décorée par des sculptures, des niches…
On peut rapprocher le charri du chairu ou charru des fermes des Hautes-Vosges, qui désigne l'avant-grange, vaste pièce à l'entrée de la ferme qui relie également le logement et l'étable.

## Utilisation
Le charri servait d'abri en cas de mauvais temps. On y entreposait souvent le foin et la paille pas secs, en attendant de les engranger.

## Modernisation
Aujourd'hui, les maisons à charri font partie du patrimoine comtois. Bien que de nombreux charris aient été fermés et transformés en vérandas, on peut encore voir des maisons à charri intactes dans les villages du plateau des Mille Étangs, ainsi qu’à l’Écomusée des maisons comtoises de Nancray.